# Camilo Doval
Camilo Doval (Yamasá, República Dominicana, 4 de julio de 1997) es un jugador profesional dominicano de béisbol que se desempeña en la posición de lanzador en  New York Yankees, equipo de las Grandes Ligas de Béisbol (MLB).

## Carrera
En 2021, Doval hizo su debut en la MLB con el equipo San Francisco Giants, donde lleva jugando cuatro temporadas.